# 宵待草 (1974年の映画)
宵待草（よいまちぐさ）は、1974年の日本映画。日活製作、カラー、シネマスコープ、96分。

## あらすじ
時は大正時代。セックスしようとすると酷い頭痛がする大学生（高岡健二）は、亡き実母の財産を注ぎ込んで事業に大失敗したが再婚後に急に運が向いてきて羽振りが良くなった父に対する反感から、アナーキストに共鳴し、彼らと行動をともにするようになる。大学生は、継母から草津で療養し頭痛を直すように勧められて、彼の地で「北天才」と名乗る男と友達になる。北とビリヤードをしていた女（高橋洋子）に再会して一緒に乗馬するような仲になるが、その道中で北の首吊り死体を発見する。帰京すると、活弁で稼ぐアナーキスト団長の命令で副団長（夏八木勲）が裏切り者を殺していた。アナーキストたちは右翼の大物の孫娘を誘拐する計画を実行するが、その孫娘とは大学生がビリヤード場で会ったあの女であった。身代金の受け渡し場に右翼大物が現れたが孫娘を救う気はなく、仲間を裏切った大学生と副団長は、金を奪って女を連れて逃げた後に、身代金は偽札だったことに気づく。女一人男二人は右も左も敵に回して、副団長の故郷がある東北地方(ロケ地は青森県弘前市)へと逃避行の旅を始める。銀行強盗で得た金で満州に行こうとした矢先に、副団長が新聞でアナーキスト団長の末路を知ってしまい、悔い改めて帰京する。大学生は女と満州同行を誓うが実は嘘で、女を待たせて一人で船に乗ると、女の追っ手の右翼たちに殺される。待つ女は浜辺ででんぐり返しを繰り返す。

## キャスト
日活HPより
- 北条寺しの＝高橋洋子
- 谷川国彦＝高岡健二
- 平田玄二＝夏八木勲
- 黒木大次郎＝青木義朗
- 玄二の父＝殿山泰司
- 北条寺＝浜村純
- 谷川武彦＝仲谷昇
- カントク＝江角英明
- 山口＝吉田次昭
- 北天才＝荻島真一
- 谷川美代子＝司美智子
- 潤ますみ
- 玄二の弟の嫁・サヨ＝丘奈保美
- お新＝芹明香
- 井上＝益富信孝
- 船長＝長弘
- 玄二の弟・佐吉＝粟津號
- 高山千草
- 北の妻＝原田千枝子

## スタッフ
- 監督：神代辰巳
- 脚本：長谷川和彦
- 撮影：姫田真佐久
- 美術：横尾嘉良
- 音楽：細野晴臣（ティン・パン・アレー）[2]

## 同時上映
- 『炎の肖像』

沢田研二、秋吉久美子出演、藤田敏八ら監督

## 映像ソフト
- 2013年6月14日にハピネットからDVDが発売された。